# お座りマスコット
お座りマスコット（おすわりマスコット）とは、環境ソフトウェア（視覚効果などを楽しむためのソフトウェア）の1ジャンルで、アクティブウィンドウの上に腰掛けるマスコットキャラクターを表示するソフトウェアの総称である。単にお座り（お座りアプリケーション、お座りソフト）と呼ぶこともある。また、英語圏ではWindow sitterと呼ばれる。

## 概要
お座りマスコットは、アクティブウィンドウの上に腰掛けるマスコットキャラクターを表示するソフトウェアのことである。アクティブウィンドウを切り替えると、新しくアクティブになったウィンドウに腰掛ける場所を移動する動きとなっている。「アクティブウィンドウを強調させる（これによって誤操作を防止する）ことを目的とする」という説明が行われることもある。アクティブウィンドウがない場合の動作はソフトウェアによって（Unix系OSの場合はウィンドウマネージャやデスクトップ環境によっても）異なり、タスクトレイやスタートメニューウィンドウの上に座るものもある。
メイン機能はアクティブウィンドウの上に腰掛けることであるが、付随機能として「アプリケーション起動時や一定時間経過ごとなどの条件で表情を変える機能」「吹き出しによるメッセージ表示機能」「POPメール着信時の通知機能」などがよく設けられる。また、マスコットデータを外部データとしておき、複数のマスコットを切り替える機能が設けられているものもある。

## 歴史
ELEMENTAL SOFTが作成したWindows版ソフトウェアActWin（『Windows補完計画』の後継『こまどのおもちゃ』に収録）が初出とされている。ActWinはマスコットの画像データや台詞データなどを外部ファイルで持っているため、複数のマスコットを切り替えてアクティブウィンドウに表示することができる。なお、同作品は後にActWin32と改名されている。
その後、くるみちまりによってUnix系OS（X）を対象とした移植版ActXがXAyanamiをベースとして1997年に作成され、2003年には後継ソフトウェアであるMaCoPixへと引き継がれている。MaCoPixの最新版はGTKベースのアプリケーションとなっており、Unix系OSだけではなくWindowsにも対応した、クロスプラットフォームアプリケーションとなっている。
同ジャンルのアプリケーションとしては、他に、『WinTop2』（Windows向け）、『まいんど・ふぉ〜かす（mindfocus）』『XAyanami』『XMaid/xmulti』（Unix系OS向け）、『お座りマルチ（おすわりマルチ）』（WindowsおよびUnix系OS向け）などがある。